# Francis Young
Francis Brett Young (* 29. Juni 1884 in Halesowen, West Midlands, England; † 28. März 1954 in Kapstadt, Südafrika) war ein britischer Schriftsteller und Komponist.

## Leben
Der Sohn eines Arztes und einer aus einer Arztfamilie stammenden Mutter studierte an der University of Birmingham Medizin. 1907 eröffnete Young eine Praxis in Brixham, Devon und heiratete im folgenden Jahr die Sängerin Jessie Hankinson. Er unterstützte sie bei der Komposition ihrer Lieder, die 1912 und 1913 veröffentlicht wurden. 
Während des Ersten Weltkriegs arbeitete er im Medizinischen Korps; schied 1918 als Invalide aus dem Militärdienst aus und konnte den Arztberuf nicht mehr ausüben. Die Eheleute zogen nach Capri, wo sie bis 1929 lebten. Während dieser Zeit unternahmen sie ausgedehnte Reisen nach Südafrika, die USA und in den Sommern zum Lake District in England. 
1932 kehrten sie nach England zurück und wohnten in Fladbury, Worcestershire. Nach dem Zweiten Weltkrieg zogen sie nach Kapstadt in Südafrika, wo Young auch verstarb. Seine Asche wurde nach England zurückgebracht und befindet sich in der Kathedrale von Worcester.

## Werke (Auswahl)
- The Iron Age (1916)
- The Young Physician (1919); deutschsprachige Ausgabe: Der junge Arzt. Roman. Übersetzt von Edmund Th. Kauer. Wien: Paul Zsolnay Verlag, 1953
- The Black Diamond (1921); deutschsprachige Ausgabe: Der schwarze Diamant. Übersetzt von Bruno Glaser. Berlin: Volksverband der Bücherfreunde / Wegweiser-Verlag, 1930
- Pilgrim's Rest (1922); deutschsprachige Ausgabe: Pilgers Rast. Übersetzt von Richard v. Gossmann. Berlin: Th. Knaur Nachf., 1928
- Cold Harbour (1924)
- Sea Horses (1925); deutschsprachige Ausgabe: Brandung. Übersetzt von Richard v. Gossmann. Berlin: Th. Knaur Nachf., 1928
- Portrait of Clare (1927); deutschsprachige Ausgabe: Claire. Übersetzt von Edmund Th. Kauer. Wien: Paul Zsolnay Verlag, 1950
- My Brother Jonathan (1928); deutschsprachige Ausgabe: Mein Bruder Jonathan. Roman. Übersetzt von Edmund Th. Kauer. Wien: Paul Zsolnay Verlag, 1949
- Black Roses (1929); deutschsprachige Ausgabe: Schwarze Rosen. Roman. Übersetzung von Franz Maierhofer. Linz / Wien: Ibis-Verlag, 1951
- Jim Redlake (1930); deutschsprachige Ausgabe: Jim Redlake. Roman. Übersetzt von Edmund Th. Kauer. Wien: Paul Zsolnay Verlag, 1954
- The House Under the Water (1932); deutschsprachige Ausgabe: Das Haus unter Wasser. Roman. Übersetzt von Edmund Th. Kauer. Wien: Paul Zsolnay Verlag, 1951
- This little World (1934); deutschsprachige Ausgabe: Eine englische Rhapsodie. Roman. Übersetzt von Edmund Th. Kauer. Wien: Paul Zsolnay Verlag, 1952
- White Ladies (1935); deutschsprachige Ausgabe: White Ladies. Roman. Übersetzt von Edmund Th. Kauer. Wien: Paul Zsolnay Verlag, 1956; dieselbe Übersetzung auch unter dem Titel: Lady Arabella. Roman Murnau / München / Innsbruck / Basel: Lux, 1960
- Dr. Bradley Remembers (1936); deutschsprachige Ausgabe: Des Lebens Bogen. Ein Roman der Medizin. Übersetzt von Heinz Kotthaus. Bremen: Schünemann Verlag, 1951
- Far Forest (1936)
- They Seek a Country (1937); deutschsprachige Ausgabe: Vom Kap nach Port Natal. Ein Burenroman. Übersetzt von Karl Döhring. Bremen: Schünemann Verlag, 1938
- The City of Gold (1939); deutschsprachige Ausgabe: Die Stadt des Goldes. Roman vom Kampf um Südafrika. Übersetzt von Eugen Teucher und Karl Maag. Zürich: A. Müller, 1943
- Mr Lucton's Freedom (1940)
- A Man About the House (1942); deutschsprachige Ausgabe: Ein Mann im Haus. Roman. Übersetzt von Ursula von Wiese. Zürich: A. Müller, 1944
- The Island (1944)
- Portrait of a Village (1951)
- Wistanslow (1956)

Der Nachlass des Francis Brett Youngs befindet sich an der University of Birmingham.

## Film- und Fernseh-Adaptionen
1926 entstand der Stummfilm Ein Ende mit Schrecken, basierend auf dem Roman Sea Horses. Unter der Regie von Allan Dwan spielten Jack Holt und Florence Vidor die Hauptrollen. My Brother Jonathan wurde 1948 mit Michael Denison, Dulcie Gray und James Robertson Justice verfilmt. 1985 entstand eine Serie mit Daniel Day-Lewis und Barbara Kellerman.